# Port-à-Piment
Port-à-Piment (Pòtapiman disid en créole) est une commune d'Haïti située sur la Côte sud du pays dans le département du Sud et de l'arrondissement des Côteaux.

## Démographie
La commune est peuplée de 17 207 habitants(recensement par estimation de 2009).

## Histoire
Port-à-Piment a été fondée en 1700. La cité est élevée au rang de commune en 1872.

## Administration
La commune est composée des sections communales de :
- Paricot
- Balais

## Économie
À Port-à-Piment, sont cultivés le citron vert, le tabac et le café.
La zone est riche en minerai de manganèse.

## Tourisme
La Grotte Marie-Jeanne est la grotte qui attire le plus de visiteurs en Haïti. Elle a une longueur de 5,6km.